# Freddy Quinn singt die schönsten deutschen Volkslieder
Freddy Quinn singt die schönsten deutschen Volkslieder ist das 35. Studioalbum des österreichischen Schlagersängers Freddy Quinn, das 1977 im Musiklabel Polydor (Nummer 2371 814) erschien. Das Album konnte sich nicht in den deutschen Albumcharts platzieren; Singleauskopplungen wurden keine produziert.

## Titelliste
Das Album beinhaltet folgende zwölf Titel:
- Seite 1

1. Jetzt kommen die lustigen Tage
2. Kein schöner Land (geschrieben von Anton Wilhelm von Zuccalmaglio, 1840[3])
3. Ich weiß nicht, was soll es bedeuten (Lorelei) (geschrieben von Friedrich Silcher und Heinrich Heine, 1837[4])
4. Ein Heller und ein Batzen
5. Irgendwo blüht noch eine Rose
6. La Montanara (Das Lied der Berge) (geschrieben von Luigi Pigarelli und Toni Ortelli, 1927[5])

- Seite 2

1. Nach der Heimat möcht’ ich wieder (Grüße an die Heimat) (geschrieben von Karl Kromer[6])
2. Die blauen Dragoner (geschrieben von Hans Hertel und Gustav Wilhem Harmssen[7])
3. Das stille Tal (Im schönsten Wiesengrunde)
4. Die Gedanken sind frei
5. Der Mond ist aufgegangen (geschrieben von Johann Abraham Peter Schulz und Matthias Claudius, 1790[8])
6. Guten Abend, gut’ Nacht (Wiegenlied) (geschrieben von Johannes Brahms/Guten Abend, gut Nacht (Wiegenlied), Op. 49 Nr. 4, 1868[9])